# 安日纳一世
教宗聖恩仁一世（拉丁語：Sanctus Eugenius PP. I；？—657年6月2日）於654年8月10日至657年6月2日為教宗。

## 譯名列表
- 一世：梵蒂冈广播电台作。
- 一世：香港天主教教區檔案　歷任教宗作。
- 尤金一世：《大英簡明百科知識庫》2005年版[永久]、國立編譯舘[永久]作尤金。
- 犹金一世：《世界人名翻譯大辭典》1993年版作犹金。